# Kościerski
Kościerski là một huyện thuộc tỉnh Pomorskie của Ba Lan. Huyện có diện tích 1166 km². Đến ngày 1 tháng 1 năm 2011, dân số của huyện là 68738 người và mật độ 59 người/km².